# 川添孝一
川添 孝一（かわぞえ こういち、1961年7月4日 - ）は、鹿児島県出身の元サッカー選手、サッカー指導者、サッカー解説者である。選手時代のポジションはフォワード（右ウイング）。

## 経歴

### 選手時代
桜峰小学校4年時にサッカーを始め、桜島中学校では3年時に全国中学生サッカー大会で3位入賞。
卒業後に帝京高校の事務職員となった姉と共に上京し、同校へ進学。1年時から出場機会を得ると、冬の高校選手権（第52回）では3試合に出場。2年時には東京都選抜に選ばれ国体少年の部で優勝、3年時の1979年には名取篤、小門洋一らと共に高校総体で3位、国体少年の部で連覇。冬の高校選手権（第54回）では決勝の韮崎高校戦での1得点を含む5得点3アシストを挙げて優勝に貢献し、得点王となった。大会後には名取や小門らと共に優秀選手に選出され、日本高校選抜の海外遠征に参加した。
卒業後の1980年、名取と共に三菱重工業に入社し、日本サッカーリーグ (JSL) 1部の三菱重工業サッカー部に加入。1年目から出場機会を掴み、天皇杯決勝の田辺製薬戦ではスタメンに名を連ねると、27分に永尾昇のあげた決勝点に繋がるシュートを放ち優勝に貢献した。その後、三菱ではJSL1部、JSLカップなどのタイトルを獲得し、1985年シーズンには10番を背負ったが、このシーズンを最後に24歳で現役を引退し、1986年に退社した。
この退社の背景について川添は、試合出場の有無が何ら給与に反映されず、実績のない大卒選手に給与面で追い抜かれていく社内事情やアマチュア選手としての待遇への不満があったと語っている。読売クラブのようなクラブチームへの移籍も模索したが、リーグ側からの承諾は得られず実現には至らなかった。

### 引退後
引退後は飲食業界の企画・運営に関わり、1989年に東京都港区芝浦にオープンした大型ディスコ「ゴールド」の館長を務めた。
これと併行してトム・バイヤーとともに「ネッスル・ミロ少年サッカースクール」の指導に関わるなど、サッカー指導者として活動を始めた。また、1991年からはとんねるずのバラエティ番組に出演するようになり、テレビ朝日系列の番組でサッカー解説者を務めている。
サッカー指導者としては、帝京高校や帝京第三高校のコーチを経て、2007年からFC町田ゼルビアのスーパーバイザーを務め、2008年1月から7月までゼネラルマネージャーを務めた。2020年現在はNPO法人FAROでコーチを務めている。

## 所属クラブ
- 桜島町立桜峰小学校
- 桜島町立桜島中学校
- 帝京高等学校
- 1980年-1985年 三菱重工業サッカー部

## 個人成績
出典
| 国内大会個人成績 | 国内大会個人成績 | 国内大会個人成績 | 国内大会個人成績 | 国内大会個人成績 | 国内大会個人成績 | 国内大会個人成績 | 国内大会個人成績 | 国内大会個人成績 | 国内大会個人成績 | 国内大会個人成績 | 国内大会個人成績 |
| 年度             | クラブ           | 背番号           | リーグ           | リーグ戦         | リーグ戦         | リーグ杯         | リーグ杯         | オープン杯       | オープン杯       | 期間通算         | 期間通算         |
| 年度             | クラブ           | 背番号           | リーグ           | 出場             | 得点             | 出場             | 得点             | 出場             | 得点             | 出場             | 得点             |
| 日本             | 日本             | 日本             | 日本             | リーグ戦         | リーグ戦         | JSL杯            | JSL杯            | 天皇杯           | 天皇杯           | 期間通算         | 期間通算         |
| ---------------- | ---------------- | ---------------- | ---------------- | ---------------- | ---------------- | ---------------- | ---------------- | ---------------- | ---------------- | ---------------- | ---------------- |
| 1980             | 三菱             | 24               | JSL1部           | 3                | 0                | 0                | 0                | 1                | 0                | 4                | 0                |
| 1981             | 三菱             | 24               | JSL1部           | 0                | 0                | 1                | 0                | 0                | 0                | 1                | 0                |
| 1982             | 三菱             | 24               | JSL1部           | 13               | 4                | 0                | 0                | 0                | 0                | 13               | 4                |
| 1983             | 三菱             | 24               | JSL1部           | 14               | 0                | 1                | 0                | 1                | 0                | 16               | 0                |
| 1984             | 三菱             | 12               | JSL1部           | 18               | 3                | 2                | 0                | 1                | 0                | 21               | 3                |
| 1985             | 三菱             | 10               | JSL1部           | 10               | 1                | 2                | 0                | 3                | 0                | 15               | 1                |
| 通算             | 日本             | 日本             | JSL1部           | 58               | 8                | 6                | 0                | 6                | 0                | 70               | 8                |
| 総通算           | 総通算           | 総通算           | 総通算           | 58               | 8                | 6                | 0                | 6                | 0                | 70               | 8                |

・JSL東西対抗戦　1回出場（1983年/1得点）